# Primera Fuerza 1912/13
Die Saison 1912/13 war die elfte Spielzeit der in Mexiko eingeführten Fußball-Liga, die in der Anfangszeit unter dem Namen Primera Fuerza firmierte.

## Teilnehmer
| Mannschaft            | Stadt           |
| --------------------- | --------------- |
| Club España           | Mexiko-Stadt    |
| Club México           | Mexiko-Stadt    |
| Pachuca Athletic Club | Pachuca de Soto |
| Reforma Athletic Club | Mexiko-Stadt    |
| Rovers Football Club  | Mexiko-Stadt    |

## Spielorte
Alle Heimspiele der in Mexiko-Stadt beheimateten Vereine wurden auf dem Campo del Reforma Athletic Club in Mexiko-Stadt ausgetragen. Lediglich die Heimspiele des Pachuca AC fanden in Pachuca statt. 

## Veränderungen
Aus der vorangegangenen Spielzeit, die lediglich zwischen drei Mannschaften ausgetragen wurde, waren nur noch die Gründungsmitglieder Reforma Athletic Club (Titelverteidiger) und Pachuca Athletic Club (Meister von 1905) dabei. Der British Club, Meister von 1908 und ebenfalls Gründungsmitglied, hatte sich (wahrscheinlich aus Personalmangel) aus der Liga zurückgezogen und wirkte auch zukünftig nicht mehr mit. Während alle vorgenannten Mannschaften von britischen Spielern dominiert waren, trat der erst 1910 von einheimischen Mexikanern gegründete Club México nach einjähriger Pause wieder der Liga bei und gewann in dieser Saison seinen ersten und einzigen Meistertitel. Erstmals dabei war der von in Mexiko lebenden Spaniern gegründete Club España, der zwar in seiner ersten Spielzeit nur den letzten Platz belegte, sich aber im Laufe der nächsten Jahre zur stärksten und erfolgreichsten Mannschaft der bis 1943 bestehenden Liga entwickelte. Ein weiteres Debüt feierte der vom britischen Fußballpionier Percy Clifford gegründete Rovers Football Club. 

## Saisonverlauf
Das erste Spiel fand am 6. Oktober 1912 zwischen dem Rovers FC und dem Club España statt und wurde von den Briten 3:0 gewonnen. Die letzte Begegnung wurde am 12. Januar 1913 zwischen Cliffords erstem Verein Reforma AC und seinem aktuellen Verein Rovers FC ausgetragen und endete mit einem 1:0-Sieg des Reforma AC. 

## Abschlusstabelle 1912/13
| Pl. | Verein                | Sp. | S | U | N | Tore    | Diff. | Punkte |
| --- | --------------------- | --- | - | - | - | ------- | ----- | ------ |
| 1.  | Club México           | 8   | 5 | 1 | 2 | 014:100 | +4    | 11:50  |
| 2.  | Pachuca Athletic Club | 8   | 4 | 2 | 2 | 013:600 | +7    | 10:60  |
| 3.  | Rovers Football Club  | 8   | 4 | 2 | 2 | 015:700 | +8    | 10:60  |
| 4.  | Reforma Athletic Club | 8   | 2 | 2 | 4 | 006:150 | −9    | 06:10  |
| 5.  | Club España           | 8   | 1 | 1 | 6 | 007:170 | −10   | 03:13  |

## Kreuztabelle
Die Kreuztabelle stellt die Ergebnisse aller Spiele dieser Saison dar. Die Heimmannschaft ist in der linken Spalte aufgelistet und die Gastmannschaft in der obersten Reihe.
| 1912/13 | 1912/13     | MEX | PAC | ROV | RAC | ESP |
| 01.     | Club México |     | 2:0 | 2:1 | 2:1 | 5:1 |
| 02.     | Pachuca AC  | 2:0 |     | 1:1 | 6:0 | 2:0 |
| 03.     | Rovers FC   | 3:0 | 1:1 |     | 3:0 | 3:0 |
| 04.     | Reforma AC  | 1:1 | 2:0 | 1:0 |     | 1:1 |
| 05.     | Club España | 1:2 | 0:1 | 2:3 | 2:0 |     |